# Saint-Antoine (Gironde)
Pour les articles homonymes, voir Saint-Antoine.
Saint-Antoine est une ancienne commune du sud-ouest de la France, située dans le département de la Gironde en région Nouvelle-Aquitaine.
Le 1er janvier 2016, elle est devenue une commune déléguée au sein de la commune nouvelle de Val de Virvée.

## Géographie

### Localisation et accès
Saint Antoine est situé dans l'aire urbaine de Bordeaux située dans Cubzaguais. La route nationale 10 de Bordeaux à Angoulême limite la commune à l'ouest et la ligne Chartres - Bordeaux à l'est.

### Communes limitrophes
| Virsac |                       | Aubie-et-Espessas |
|        | Saint-Antoine         |                   |
|        | Saint-André-de-Cubzac |                   |

### Géologie
La superficie de Saint Antoine est de 18 hectares qui en faisait, avant la création de Val de Virvée, l'une des plus petites communes de France.
Son altitude varie de 36  à   47 mètres.

### Voies de communication et transports
- Par la route : RN10, autoroute A10 et la D10 traverse la commune d'ouest en est.

- Par le train : en Gare d'Aubie - Saint-Antoine  par TER Nouvelle-Aquitaine sur la ligne de Chartres à Bordeaux-Saint-Jean.
- Par l'avion : l'aéroport de Bordeaux - Mérignac.

## Histoire
Saint Antoine s'est d'abord appelé Artiguelongue. Ce nom vient du gascon artigar, défricher, et du qualificatif longue, qui décrit la configuration de cette localité. Artiguelongue est en effet bâtie sur un terrain remis en culture aux alentours du Xe siècle après les ravages des invasions wisigothes, sarrasines et normandes.
Artiguelongue est devenue Saint Antoine d'Artiguelongue vers le milieu du XIIIe siècle lorsqu'une commanderie de l'ordre des Antonins fut établie dans la localité.
Lors de la Révolution française, le village s'est appelé durant quelques mois Dartiguelongue, les saints étant bannis du calendrier révolutionnaire.

## Lieux et monuments

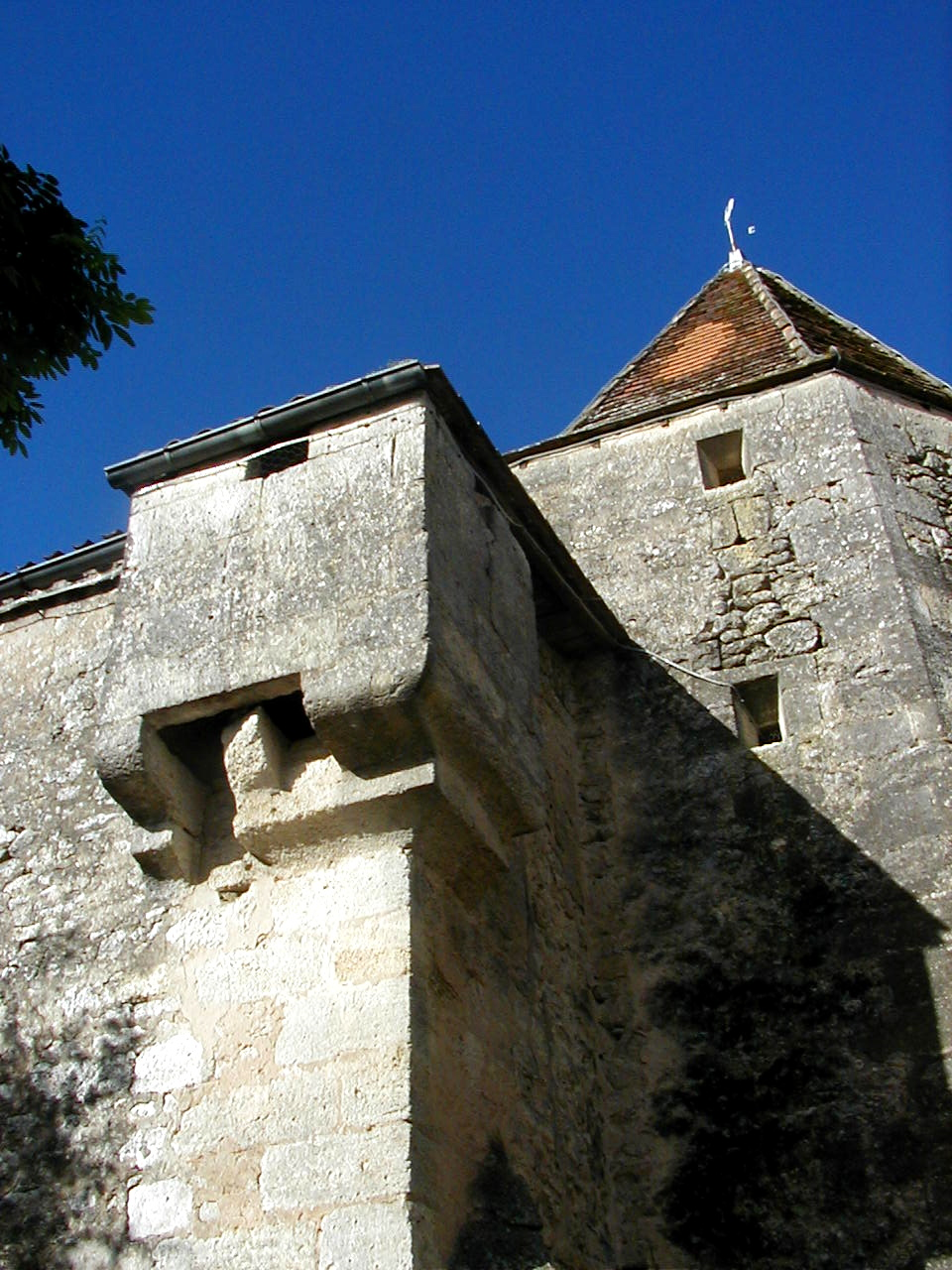
Echauguette

L'église est inscrite sur la liste supplémentaire des Monuments historiques en 1926.

## Héraldique
| Saint-Antoine | Saint-Antoine (Gironde) possède des armoiries dont l'origine et le blasonnement exact ne sont pas disponibles. |

L'évolution du nombre d'habitants est connue à travers les recensements de la population effectués dans la commune depuis 1793. À partir du 1er janvier 2009, les populations légales des communes sont publiées annuellement dans le cadre d'un recensement qui repose désormais sur une collecte d'information annuelle, concernant successivement tous les territoires communaux au cours d'une période de cinq ans. 
Pour les communes de moins de 10 000 habitants, une enquête de recensement portant sur toute la population est réalisée tous les cinq ans, les populations légales des années intermédiaires étant quant à elles estimées par interpolation ou extrapolation. Pour la commune, le premier recensement exhaustif entrant dans le cadre du nouveau dispositif a été réalisé en 2006,.
En 2013, la commune comptait 383 habitants, en évolution de −14,32 % par rapport à 2008 (Gironde : +6,37 %, France hors Mayotte : +2,49 %).
| 1793 | 1800 | 1806 | 1821 | 1831 | 1836 | 1841 | 1846 | 1851 |
| ---- | ---- | ---- | ---- | ---- | ---- | ---- | ---- | ---- |
| 200  | 175  | 177  | 182  | 201  | 211  | 214  | 210  | 185  |

| 1856 | 1861 | 1866 | 1872 | 1876 | 1881 | 1886 | 1891 | 1896 |
| ---- | ---- | ---- | ---- | ---- | ---- | ---- | ---- | ---- |
| 186  | 191  | 177  | 161  | 164  | 161  | 156  | 155  | 151  |

| 1901 | 1906 | 1911 | 1921 | 1926 | 1931 | 1936 | 1946 | 1954 |
| ---- | ---- | ---- | ---- | ---- | ---- | ---- | ---- | ---- |
| 142  | 145  | 167  | 150  | 160  | 171  | 177  | 162  | 156  |

| 1962 | 1968 | 1975 | 1982 | 1990 | 1999 | 2006 | 2011 | 2013 |
| ---- | ---- | ---- | ---- | ---- | ---- | ---- | ---- | ---- |
| 184  | 244  | 247  | 341  | 296  | 285  | 432  | 390  | 383  |

## Personnalités liées à la commune
- Saint Antoine le Grand ou Saint Antoine l'Ermite est indissociable de l'histoire de la commune qui porte désormais son nom.
- André Goujas (1883-1950), né et décédé à Saint-Antoine, auteur, bibliophile, chroniqueur d'expression gasconne et gabaye, maire de Saint-Antoine de 1919 à 1945.

### Autre
Le cochon de Saint-Antoine est à l'origine de la fête patronale du village. Deux versions peuvent éclairer la présence d'un petit porcelet accompagnant saint Antoine l'Ermite :
- Une truie aurait déposé un porcelet, aveugle et gémissant, au pied du saint. Celui-ci apitoyé par ses pleurs lui rendit la vue. Le porcelet reconnaissant ne le quitta plus et le suivit dans sa retraite.
- Émile Mâle signale que cette tradition date de la fin du XIVe siècle : le cochon n'a rien à voir avec la vie du saint mais avec l'ordre religieux des Antonins qui bénéficiaient du privilège de laisser paître un nombre illimité de porcs dans les forêts et de les laisser errer librement dans les rues à la seule condition qu'ils aient une clochette au cou. Ces porcs étaient souvent donnés aux commanderies et constituaient la principale ressource financière des hôpitaux.